# Calyptotheca triangulata
Calyptotheca triangulata is een mosdiertjessoort uit de familie van de Lanceoporidae. De wetenschappelijke naam van de soort is, als Cribella triangulata, voor het eerst geldig gepubliceerd in 1928 door Canu & Bassler.